# Skarvheimen
Skarvheimen, gelegentlich auch Nordfjella, ist eine Bergregion in Norwegen, die nördlich der Hardangervidda und südlich von Jotunheimen liegt. Der Name Skarvheimen wurde erst 1995 nach einer Abstimmung im norwegischen Staatsfernsehen NRK eingeführt, um einen Sammelbegriff für die Region zu schaffen, die die unter anderem das Filefjell, Aurlandsdalen, Hemsedalsfjell und den Hallingskarvet-Nationalpark umfasst.
Landschaftlich ist die Gegend sehr variiert und zeichnet sich durch breite, fruchtbare Täler im Osten und steile Berghänge und spitze Berggipfel im Westen aus. Skarvheimen ist ein beliebtes Wander- und Skigebiet. Schon 1895 wurde die erste Berghütte, Steinbergdalshytta vom norwegischen Wanderverein DNT errichtet. Heute unterhält der DNT 29 Hütten in der Region.
Das Gebiet, das keine genauere Abgrenzung besitzt, umfasst um die 4000 km². Zum Vergleich hat Norwegens größter Nationalpark, die Hardangervidda, eine Fläche von 3422 km².
Da Skarvheimen kein Nationalpark ist, findet man hier Straßen, regulierte Seen und im Süden auch die Eisenbahn von Oslo nach Bergen.
Den größten Teil ununterbrochener Hochgebirgsnatur findet man zwischen dem Rv 50 (Hol – Aurland) und dem Rv 52 (Hemsedal – Lærdal), dem Kerngebiet Skarvheimens.